# Una altra ronda
Una altra ronda (originalment en danès: Druk) és una pel·lícula dramàtica danesa de 2020, dirigida per Thomas Vinterberg a partir d'un guió del propi Vinterberg i de Tobias Lindholm. És protagonitzada per Mads Mikkelsen, Thomas Bo Larsen, Magnus Millang i Lars Ranthe. El tema principal de la pel·lícula és «What a Life» de Scarlet Pleasure. S'ha subtitulat al català.
Es va estrenar al Festival Internacional de Cinema de Toronto el 12 de setembre de 2020. També es va projectar al Festival Internacional de Cinema de Sant Sebastià, on va competir per la Conquilla de Plata al millor actor. Va ser seleccionada com la precandidata danesa en la categoria de millor pel·lícula internacional als Premis Oscar de 2020.

## Argument
Els professors Martin, Tommy, Peter i Nikolaj són col·legues i amics en un institut de Copenhaguen. Els quatre pugnen amb estudiants desmotivats i senten que les seves vides s'han tornat avorrides i ràncies. En un sopar per a celebrar el quarantè aniversari de Nikolaj, la colla comença a parlar sobre el psiquiatre Finn Skårderud, que ha teoritzat sobre el fet que tenir un contingut d'alcohol en sang de 0.05% fa ser més creatiu i estar més relaxat. Mentre el grup descarta la teoria, Martin, que està deprimit a causa dels problemes matrimonials, s'inspira i comença a beure a la feina. La resta de la colla decideix unir-s'hi, considerant l'experiència com un experiment per a corroborar la teoria de Skårderud. Acorden un conjunt de regles: el nivell d'alcohol en sang mai no ha d'estar per sobre de 0.05% i no han de beure després de les 8 del vespre.
En poc temps, els quatre membres del grup es troben més relaxats tant al treball com a la seva vida personal. Martin, en particular, queda encantat quan finalment aconsegueix tornar a connectar amb la seva dona i els seus fills. En posar-se d'acord en que l'experiment s'ha de dur més lluny, el grup augmenta el límit diari a 0,1%. En considerar que les seves vides milloren, decideixen sobrepassar el límit per a observar com responen els seus cossos i les seves ments. Després d'una nit divertida i d'arribar a casa borratxos, tant Martin com Nikolaj són confrontats per les seves famílies. La família de Martin expressa la seva preocupació perquè estigui fregant a l'alcoholisme, evidenciant que ha romàs borratxo durant setmanes. Després d'una intensa discussió, l'esposa de Martin el deixa. Finalment, abandonen l'experiment.
Mesos després, tots els membres del grup han deixat de beure durant el dia a excepció de Tommy, que s'ha tornat alcohòlic. Expulsat del seu treball, Tommy puja al seu vaixell, navega mar endins i mor (presumptament en suïcidar-se). Els tres amics restants surten a sopar després del funeral de Tommy i es mostren reticents a l'alcohol que s'hi serveix. Mentre sopen, un grup dels seus estudiants acabats de graduar passa en automòbil i Martin, Peter i Nikolaj s'uneixen a la celebració. Martin rep un missatge de la seva esposa en què diu que està disposada a donar-li una darrera oportunitat. Trist i joiós, Martin balla amb la resta dels assistents a la festa.

## Repartiment
- Mads Mikkelsen com Martin
- Thomas Bo Larsen com Tommy
- Lars Ranthe com Peter
- Magnus Millang com Nikolaj
- Maria Bonnevie com Trine
- Susse Wold com Rektor

## Producció
El film es basa l'obra de teatre que Vinterberg va escriure mentre treballava al Burgtheater de Viena. La inspiració addicional va provenir de la pròpia filla, Ida, que li havia explicat anècdotes sobre el costum de beure entre la joventut danesa. Ida suggerí al seu pare que adoptés l'obra al cinema i que ella mateixa interpretaria la filla de Martin. La història és «una celebració de l'alcohol basada en la tesi que la història mundial hauria estat diferent sense l'alcohol». Quatre dies després d'iniciar el rodatge, Ida va morir en un accident de trànsit. Després de la tragèdia, el guió va ser reelaborat per a esdevenir més viu car segons Vinterberg: «no tracta només de beure, sinó de despertar l'existència». Tobias Lindholm va fer de director la setmana següent a l'accident. La pel·lícula està dedicada a Ida i va ser filmada parcialment al seu institut amb els seus companys.
Durant la producció, els quatre actors principals i Vinterberg es reunien per beure prou com per perdre la vergonya els uns amb els altres. També aprofitaven per a visionar persones borratxes a YouTube per a comprendre com es comporten les persones completament èbries.